# API (test biochemiczny)
API (ang. analytical profile index) – test biochemiczny mający na celu identyfikację gatunku organizmu. Polega na określeniu zdolności mikroorganizmów do asymilacji, fermentacji lub rozkładu określonych związków chemicznych. API jest metodą często stosowaną dla detekcji drobnoustrojów. Polega na wprowadzeniu zawiesiny bakteryjnej do każdej z mikroprobówek znajdujących się w zestawie. Probówki inkubuje się. Reakcje biochemiczne zachodzące w czasie inkubacji powodują zmiany zabarwienia, powstałe samoistnie lub po dodaniu odczynnika wskaźnikowego. Do odczytu służy książka kodowa lub program komputerowy API LAB plus.